# ジューリオ・アグリーコラ駅 (ローマ地下鉄)
ジューリオ・アグリーコラ駅 (Giulio Agricola) はローマ地下鉄のA線にある駅の一つである。イタリアの首都ローマのドン・ボスコ地区（クアルティエーレ）のトゥスコラーナ街道沿いの名前の元になったジューリオ・アグリーコラ通りとマルコ・フルヴィオ・ノビリオーレ通り(via Marco Fulvio Nobiliore)の交差点にある。

## 周辺
- チネチッタのドン・ボスコ教会 (Chiesa di don Bosco a Cinecittà)
- サン・ポリカプロ教会 (Chiesa di San Policarpo)
- アッピア街道州立公園
  - ローマ水道橋公園（クラウディウス水道とフェリクス水道）